# Pianino cyfrowe

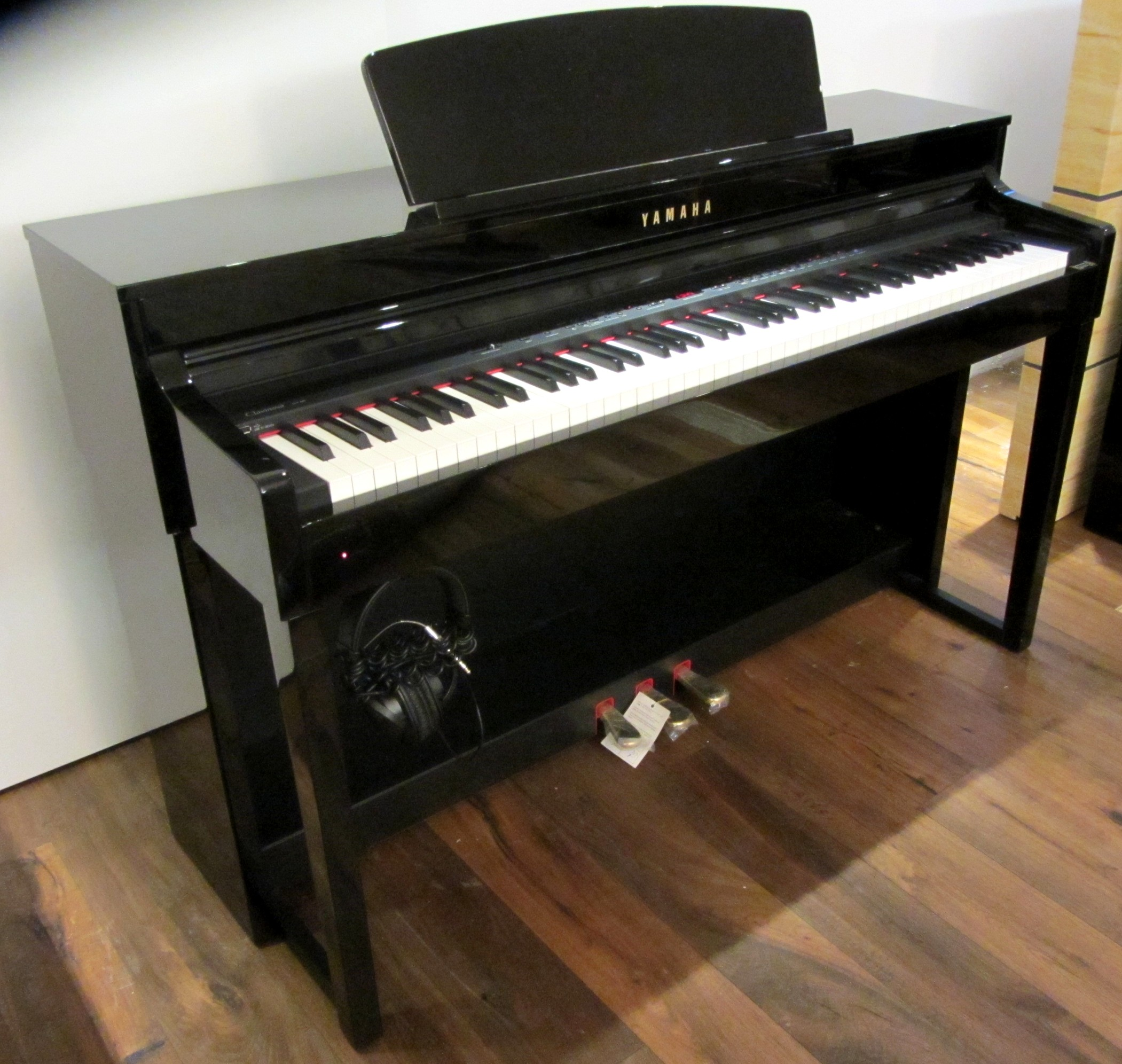
Pianino cyfrowe Yamaha Clavinova CLP-470PE

Pianino cyfrowe – instrument muzyczny zaliczany do elektrofonów elektronicznych. Jest on często mylony z keyboardem, m.in. dlatego, że obecnie różnice między tymi instrumentami są coraz mniejsze. Pianino cyfrowe wyróżnia się dokładniejszym i bardziej realistycznym niż w przypadku keyboardu odwzorowaniem dźwięku klasycznego pianina oraz tzw. ważoną klawiaturą o właściwościach fizycznych i dynamice bardziej zbliżonych do klasycznego pierwowzoru. W obecnych czasach wiele keyboardów także posiada realistyczne brzmienie i ważoną klawiaturę, a pianina cyfrowe – możliwości używania ich także jako keyboardów. Pianino cyfrowe, w przeciwieństwie do keyboardu, zawsze powinno posiadać pedały (lub choćby jeden pedał). Ponadto spełnia ono często również rolę klawiatury sterującej.

## Różnice w działaniu
Zasadniczą różnicą między keyboardem, pomijając klawiaturę, jest sposób generowania dźwięku. W klasycznych keyboardach dźwięk był generowany poprzez cyfrowy generator i modulator – co sprawiało wrażenie sztucznego, „plastikowego” brzmienia. Ideą pianina cyfrowego było zaś jak najdokładniejsze odwzorowanie dźwięku, stąd stosowano wiele generatorów i modulatorów fali dźwiękowej, a z czasem zaczęto wykorzystywać nagrane próbki wprowadzane do pamięci urządzenia, oraz modele fizyczne opisujące np. czas czy głośność drgania struny. Mimo że coraz więcej keyboardów bazuje na dźwięku odtwarzanym z próbek, niemal wszystkie posiadają lekką plastikową obudowę i relatywnie małe wbudowane głośniki, natomiast pianina cyfrowe, z wyjątkiem najtańszych modeli, są wyposażone w masywną obudowę z materiałów drewnopochodnych oraz bardziej zaawansowany, często wielodrożny, system głośników. Pozwala to na wierniejsze odtwarzanie dźwięku naśladowanego oryginalnego instrumentu.
Większość pianin cyfrowych ma funkcjonalność mniejszą od keyboardów (brak automatycznego akompaniamentu, sekwencera itp.). Najprostsze modele mają tylko możliwość wyboru spośród kilku dostępnych zestawów próbek, pobranych z kilku instrumentów i w różnych warunkach akustycznych (kilka fortepianów, pianin, czasami klawesyn lub wybrane brzmienie organowe) oraz regulację głośności. Dzięki temu posiadają dość zachowawczy wygląd, pozbawiony świecących wskaźników, ekranów, dużej liczby przycisków. Wadą takiego podejścia jest konieczność posługiwania się skomplikowanymi kombinacjami nielicznych przycisków funkcyjnych oraz klawiszy muzycznych, które na chwilę stają się dodatkowymi przyciskami funkcyjnymi. Istnieją także modele wyposażone w wiele dodatkowych funkcji czy wręcz pełną funkcjonalność keyboardów, z rozbudowanym panelem sterowania nad klawiaturą.